# Towarzystwo ku Ulepszaniu Hodowli Koni, Bydła i Owiec w Wielkim Księstwie Poznańskim
Towarzystwo ku Ulepszaniu Hodowli Koni, Bydła i Owiec w Wielkim Księstwie Poznańskim (niem. Verein zur Verbesserung der Pferde - Reindvich - und Schafzucht im Grossherzogtum Posen) – nieistniejące towarzystwo o charakterze sportowym, pierwsze w Poznaniu towarzystwo jeździeckie, organizacja, która praktycznie zapoczątkowała zinstytucjonalizowany sport jeździecki na ziemiach polskich.
Profesjonalny sport jeździecki dotarł do Wielkopolski w 1839 (z Wielkiej Brytanii, za pośrednictwem Niemiec), a zatem dziesięć lat po Berlinie i dwa lata przed Warszawą. Towarzystwo założono już rok wcześniej, ale w 1838 nie było aktywnie na polu jeździectwa. Inicjatorem powstania był naczelny prezes Wielkiego Księstwa Poznańskiego – Edward von Flottwell, który zamierzał w ten sposób zjednać sobie część umiarkowanej szlachty (lojalnej wobec pruskiej władzy) i podnieść poziom kultury rolnej na obszarze Wielkopolski.
Do towarzystwa należeli zarówno Niemcy, jak i Polacy (szlachta, kupcy, rzemieślnicy). Pierwszym prezesem został Seweryn Ostrowski – porucznik jazdy poznańskiej w powstaniu listopadowym, działacz Wiosny Ludów. Drugim był pułkownik Willisen (Niemiec). W 1838 Towarzystwo liczyło 545 członków, w 1849 – 667, a potem liczba ta zaczęła topnieć. W zarządzie na 13 miejsc, 11 obejmowali Polacy. Do członków Towarzystwa należał m.in. Dezydery Chłapowski.
Towarzystwo organizowało latem (czerwiec lub lipiec) wyścigi konne (biegi płaskie i z przeszkodami), podczas których sędziami byli znaczący obywatele miasta i Księstwa obu narodowości, m.in. Hipolit Cegielski.
Wydarzenia Wiosny Ludów znacząco pogorszyły stosunki między Polakami i Niemcami w Księstwie. Liczba członków Towarzystwa i organizowanych zawodów zaczęła stopniowo maleć, a po 1863 (powstanie styczniowe w Królestwie Polskim), w ogóle ich zaniechano. Tradycje jeździeckie w Poznaniu przejąło założone w 1879 Posener Renverein o obliczu znacznie bardziej progermańskim.